# Папуа Нова Гвінея на Чемпіонаті світу з водних видів спорту 2015
Папуа Нова Гвінея взяла участь у Чемпіонаті світу з водних видів спорту 2015, який пройшов у Казані (Росія) від 24 липня до 9 серпня.

## Плавання
Плавці Папуа Нової Гвінеї виконали кваліфікаційні нормативи в дисциплінах, які наведено в таблиці (не більш як 2 плавці на одну дисципліну за часом нормативу A, і не більш як 1 плавець на одну дисципліну за часом нормативу B):
Чоловіки
| Спортсмен  | Дисципліна           | Попередній заплив | Попередній заплив | Півфінал        | Півфінал        | Фінал           | Фінал           |
| Спортсмен  | Дисципліна           | Час               | Місце             | Час             | Місце           | Час             | Місце           |
| ---------- | -------------------- | ----------------- | ----------------- | --------------- | --------------- | --------------- | --------------- |
| Раян Піні  | 50 м на спині        | 26.11             | 35                | Завершив виступ | Завершив виступ | Завершив виступ | Завершив виступ |
| Раян Піні  | 100 м на спині       | 56.39             | =41               | Завершив виступ | Завершив виступ | Завершив виступ | Завершив виступ |
| Раян Піні  | 50 м батерфляєм      | 24.18             | =30               | Завершив виступ | Завершив виступ | Завершив виступ | Завершив виступ |
| Раян Піні  | 100 м батерфляєм     | 53.02             | 30                | Завершив виступ | Завершив виступ | Завершив виступ | Завершив виступ |
| Сем Сегерс | 50 м вільним стилем  | 23.46             | 47                | Завершив виступ | Завершив виступ | Завершив виступ | Завершив виступ |
| Сем Сегерс | 100 м вільним стилем | 51.35             | =64               | Завершив виступ | Завершив виступ | Завершив виступ | Завершив виступ |

Жінки
| Спортсменка          | Дисципліна          | Попередній заплив | Попередній заплив | Півфінал         | Півфінал         | Фінал            | Фінал            |
| Спортсменка          | Дисципліна          | Час               | Місце             | Час              | Місце            | Час              | Місце            |
| -------------------- | ------------------- | ----------------- | ----------------- | ---------------- | ---------------- | ---------------- | ---------------- |
| Теган Маккарті       | 50 м батерфляєм     | 30.27             | 55                | Завершила виступ | Завершила виступ | Завершила виступ | Завершила виступ |
| Теган Маккарті       | 100 м батерфляєм    | 1:08.82           | 62                | Завершила виступ | Завершила виступ | Завершила виступ | Завершила виступ |
| Барбара Валі-Скелтон | 50 м вільним стилем | 28.78             | 84                | Завершила виступ | Завершила виступ | Завершила виступ | Завершила виступ |
| Барбара Валі-Скелтон | 100 м брасом        | 1:16.85           | 54                | Завершила виступ | Завершила виступ | Завершила виступ | Завершила виступ |

Змішаний
| Спортсмени                                               | Дисципліна                        | Попередній заплив | Попередній заплив | Фінал            | Фінал            |
| Спортсмени                                               | Дисципліна                        | Час               | Місце             | Час              | Місце            |
| -------------------------------------------------------- | --------------------------------- | ----------------- | ----------------- | ---------------- | ---------------- |
| Раян Піні Теган Маккарті Барбара Валі-Скелтон Сем Сегерс | Естафета 4 × 100 м вільним стилем | DSQ               | DSQ               | Завершила виступ | Завершила виступ |
| Раян Піні Теган Маккарті Сем Сегерс Барбара Валі-Скелтон | Естафета 4 × 100 м комплексом     | 4:13.90           | 19                | Завершила виступ | Завершила виступ |